# Kedai Siblah
Kedai Siblah is een bestuurslaag in het regentschap Aceh Barat Daya van de provincie Atjeh, Indonesië. Kedai Siblah telt 2035 inwoners (volkstelling 2010).